# Dammarie-lès-Lys
Dammarie-les-Lys é uma comuna francesa localizada na região administrativa da Île-de-France, no departamento Sena e Marne. A comuna possui 21 148 habitantes segundo o censo de 1990.